# Бекетов, Михаил Иванович
Михаил Иванович Бекетов (23 декабря 1907, Нижний Новгород — 1 октября 1981, Москва) — советский военнослужащий, участник Великой Отечественной войны, младший лейтенант, пехотинец, Герой Советского Союза.

## Биография
Михаил Иванович Бекетов родился 23 декабря 1907 года в Нижнем Новгороде в семье рабочего. Русский. Отец Иван Михайлович Бекетов — член коммунистической партии с 1906 года.
Окончил неполную среднюю школу. Затем учился на рабочем факультете Механико-машиностроительного института и два года на вечернем отделении индустриального института. Окончил совпартшколу. Работал начальником отделения капитального строительства индустриального института.
С 1930 по 1932 годы — курсант, затем командир отделения полковой школы. В армии стал коммунистом. В сентябре 1939 года снова был призван в Красную Армию и вместе с соединением, сформированным в городе Горьком, участвовал в войне с Финляндией, командовал ротой.
Командир стрелковой роты 733-го стрелкового полка (136-я стрелковая дивизия, 13-я армия, Северо-Западный фронт) младший лейтенант Бекетов 21 февраля 1940 года при наступлении на укреплённый район в районе озера Муоланъярви с группой из 15 бойцов и сапёров, преодолев под пулемётным огнём надолбы и проволочные заграждения, блокировал большой железобетонный дот. Отбив все попытки противника деблокировать его, бойцы после двухчасового боя с четвёртой попытки взорвали дот.
Во время Великой Отечественной войны — начальник штаба батальона, инструктор Всевобуча Московского горвоенкомата, инструктор отдела ЦК ВКП(б).
После войны продолжал службу в армии. В 1960 году подполковник Бекетов уволился в запас.
До выхода на пенсию в 1968 году — работал начальником отдела в Министерстве торговли РСФСР. Жил в Москве.
Умер 1 октября 1981 года. Похоронен на Кунцевском кладбище города Москвы (участок 10).

### Цитата
Полковник Тованцев:

К вечеру батальон атаковал финские укрепления и овладел двумя дзотами и дотом № 1, который был блокирован группой бойцов 9-й роты во главе тов. Бекетовым (ныне Герой Советского Союза). Это был мощный дот, размером 35 на 12 метров, с тремя казематами, тремя пулемётными амбразурами и металлической башней, вооружённой пулемётом. Противник несколько раз пытался контратаковать, но был отброшен.

## Награды
- Звание Героя Советского Союза присвоено 7 апреля 1940 года.
- Награждён орденом Ленина, Отечественной войны 1 степени, двумя орденами Красной Звезды, медалями.